# Маммиллярия Шиде
Mammillaria schiedeana — кактус из рода Маммиллярия.

## Описание
Стебель шаровидный или коротко-цилиндрический, до 4 см в диаметре, кустящийся, тёмно-зелёный. Сосочки цилиндрические, до 1 см длиной. Аксиллы с длинными белыми волосками.
Радиальных колючек до 75, 2-5 мм длиной; они волосовидные, расположены в несколько рядов, белые с золотистыми кончиками. Центральных колючек нет.
Цветки до 2 см длиной, белые или желтоватые. Плоды розовые.

## Распространение
Распространена в мексиканских штатах Сан-Луис-Потоси, Идальго, Керетаро и Тамаулипас.